# Fresnoy-Folny
Fresnoy-Folny és un municipi francès situat al departament del Sena Marítim i a la regió de Normandia. L'any 2007 tenia 667 habitants.

## Demografia

### Població
El 2007 la població de fet de Fresnoy-Folny era de 667 persones. Hi havia 261 famílies de les quals 57 eren unipersonals (19 homes vivint sols i 38 dones vivint soles), 100 parelles sense fills, 92 parelles amb fills i 12 famílies monoparentals amb fills.
La població ha evolucionat segons el següent gràfic:
Habitants censats

### Habitatges
El 2007 hi havia 322 habitatges, 267 eren l'habitatge principal de la família, 38 eren segones residències i 17 estaven desocupats. 316 eren cases i 1 era un apartament. Dels 267 habitatges principals, 209 estaven ocupats pels seus propietaris, 53 estaven llogats i ocupats pels llogaters i 6 estaven cedits a títol gratuït; 1 tenia una cambra, 12 en tenien dues, 31 en tenien tres, 77 en tenien quatre i 146 en tenien cinc o més. 254 habitatges disposaven pel capbaix d'una plaça de pàrquing. A 114 habitatges hi havia un automòbil i a 123 n'hi havia dos o més.

### Piràmide de població
La piràmide de població per edats i sexe el 2009 era:
| Homes | Edats   | Dones |
| ----- | ------- | ----- |
| 0     | 95 o +  | 0     |
| 4     | 90 a 94 | 0     |
| 0     | 85 a 89 | 4     |
| 20    | 80 a 84 | 8     |
| 4     | 75 a 79 | 24    |
| 12    | 70 a 74 | 12    |
| 16    | 65 a 69 | 32    |
| 28    | 60 a 64 | 8     |
| 16    | 55 a 59 | 8     |
| 16    | 50 a 54 | 32    |
| 28    | 45 a 49 | 20    |
| 16    | 40 a 44 | 24    |
| 8     | 35 a 39 | 12    |
| 32    | 30 a 34 | 28    |
| 20    | 25 a 29 | 8     |
| 32    | 20 a 24 | 16    |
| 20    | 15 a 19 | 12    |
| 20    | 10 a 14 | 24    |
| 20    | 5 a 9   | 20    |
| 8     | 0 a 4   | 20    |

## Economia
El 2007 la població en edat de treballar era de 406 persones, 296 eren actives i 110 eren inactives. De les 296 persones actives 263 estaven ocupades (152 homes i 111 dones) i 32 estaven aturades (12 homes i 20 dones). De les 110 persones inactives 41 estaven jubilades, 24 estaven estudiant i 45 estaven classificades com a «altres inactius».

### Ingressos
El 2009 a Fresnoy-Folny hi havia 260 unitats fiscals que integraven 632 persones, la mediana anual d'ingressos fiscals per persona era de 15.597 €.

### Activitats econòmiques
Dels 15 establiments que hi havia el 2007, 1 era d'una empresa extractiva, 1 d'una empresa alimentària, 5 d'empreses de construcció, 3 d'empreses de comerç i reparació d'automòbils, 1 d'una empresa de transport, 2 d'empreses d'hostatgeria i restauració, 1 d'una empresa de serveis i 1 d'una empresa classificada com a «altres activitats de serveis».
Dels 7 establiments de servei als particulars que hi havia el 2009, 1 era un paleta, 3 fusteries, 1 lampisteria, 1 perruqueria i 1 restaurant.
Dels 2 establiments comercials que hi havia el 2009, 1 era una botiga de menys de 120 m² i 1 una fleca.
L'any 2000 a Fresnoy-Folny hi havia 19 explotacions agrícoles que ocupaven un total de 1.482 hectàrees.

## Equipaments sanitaris i escolars
El 2009 hi havia una escola elemental integrada dins d'un grup escolar amb les comunes properes formant una escola dispersa.

## Poblacions més properes
El següent diagrama mostra les poblacions més properes.